# L'armata sul sofà
L'armata sul sofà (La vie de château) è un film del 1966 diretto da Jean-Paul Rappeneau.